# Webometrics Ranking of World Universities
Webometrics Ranking of World Universities, também chamado de Ranking Web of World universities, é um sistema de classificação de universidades em todo o mundo com base em um indicador composto que leva em conta tanto o volume do conteúdo da instituição na web (número de páginas e arquivos) quanto a visibilidade e o  impacto destas publicações online de acordo com o número de inlinks externos (citações do site) que receberam. A classificação é publicada pelo Laboratório Cybermetrics, grupo de pesquisa do Conselho Superior de Investigações Científicas (CSIC), localizado em Madrid, Espanha.
O objetivo da lista é melhorar a presença das universidades e instituições de pesquisa na web e promover a publicação em acesso aberto dos resultados científicos. A classificação começou em 2004 e é atualizada a cada janeiro e julho. Hoje ela fornece indicadores da web para mais de 12.000 universidades em todo o planeta.
Mesmo a Internet sendo considerada como uma das principais ferramentas de comunicação científica, raramente a redemetria é usada para medir a performance científica e acadêmica das universidades. Portanto, os dados do ranking devem ser usados somente para demonstrar o nivel de comprometimento das universidades com as publicações em linha.